# 천호공원

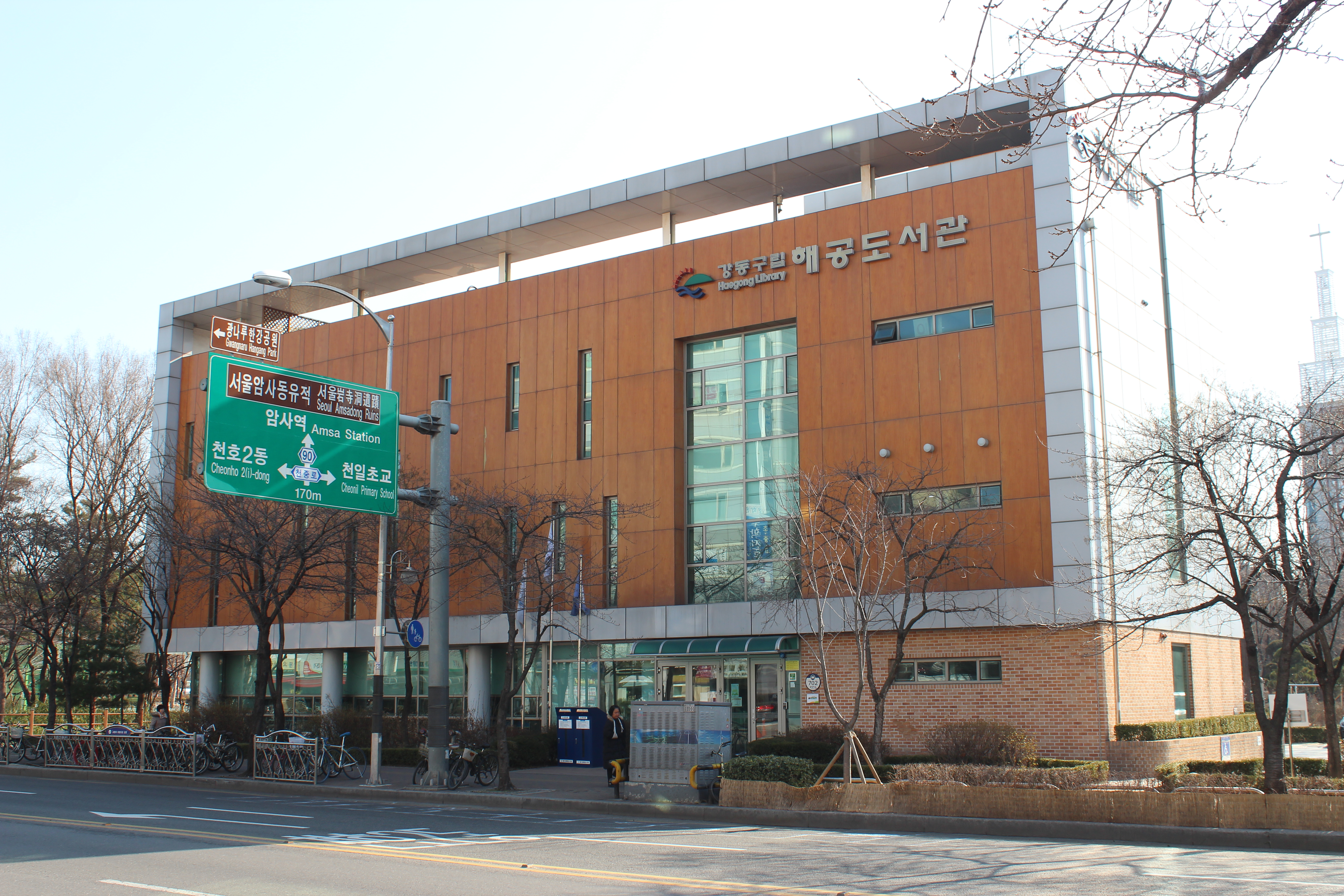
강동구립 해공도서관

천호공원(千戶公園)은 대한민국 서울 강동구 천호동에 있는 공원이다.

## 위치 및 면적
면적은 26,696.80m2로 광장과 연못, 운동 시설과 여러 종류의 수목 등의 내부 시설을 가지고 있다. 공원 외곽에 강동구립 해공도서관이 있다. 천호공원관리사무소의 관리하에 운영된다.

## 이용 현황
1일 평균 1,570명, 연간 약 574,800명이 이용한다.

## 역사
- 1997년 10월 14일 서울특별시 지명위원회가 "천호공원"으로 명명했다.
- 1998년 6월 20일 천호동 구 파이롯트 공장 부지에 문을 열었다.
- 2008년 6월 26일 강동구립 해공도서관이 개관하였다.

## 사진 모음

천호공원과 해공도서관
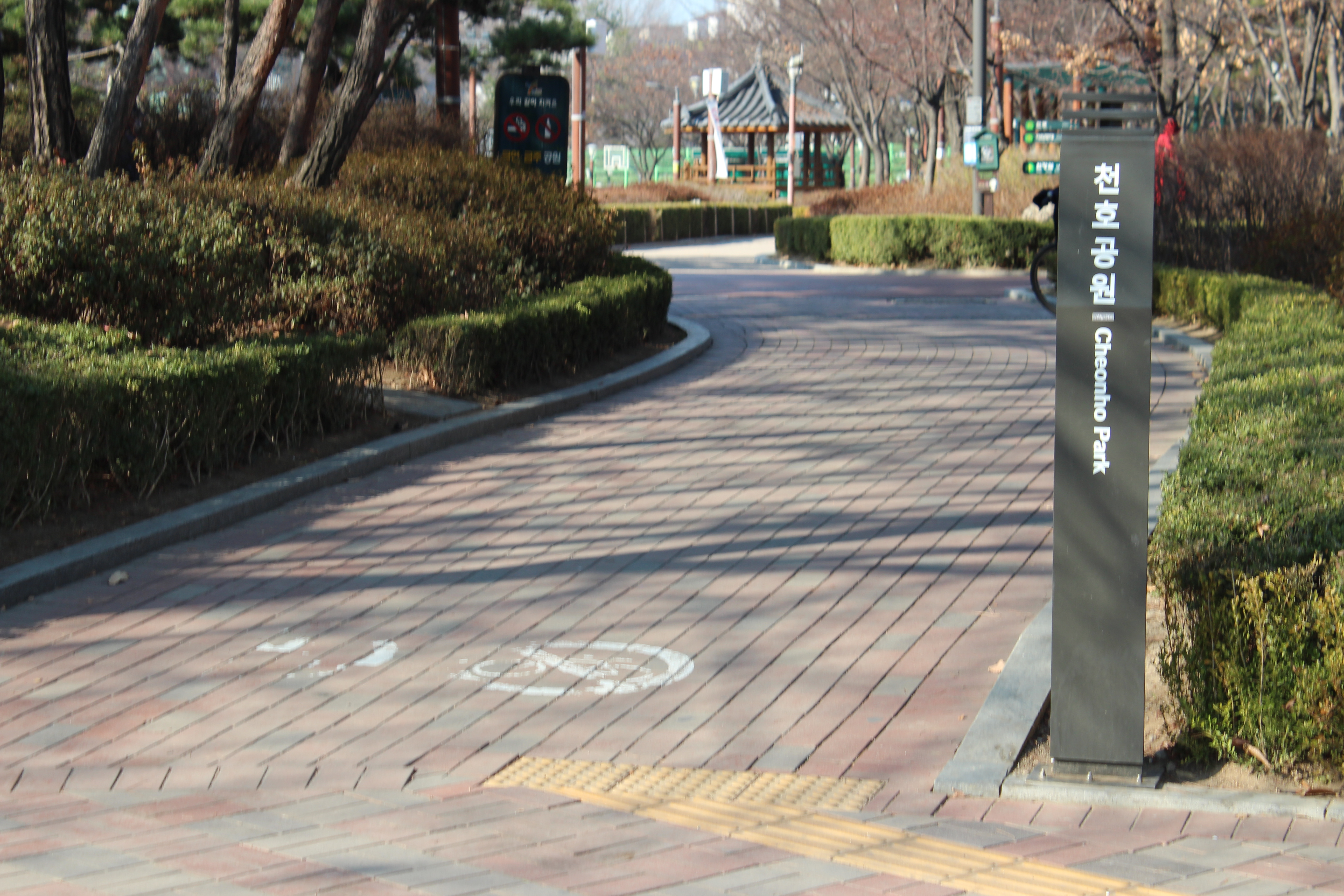
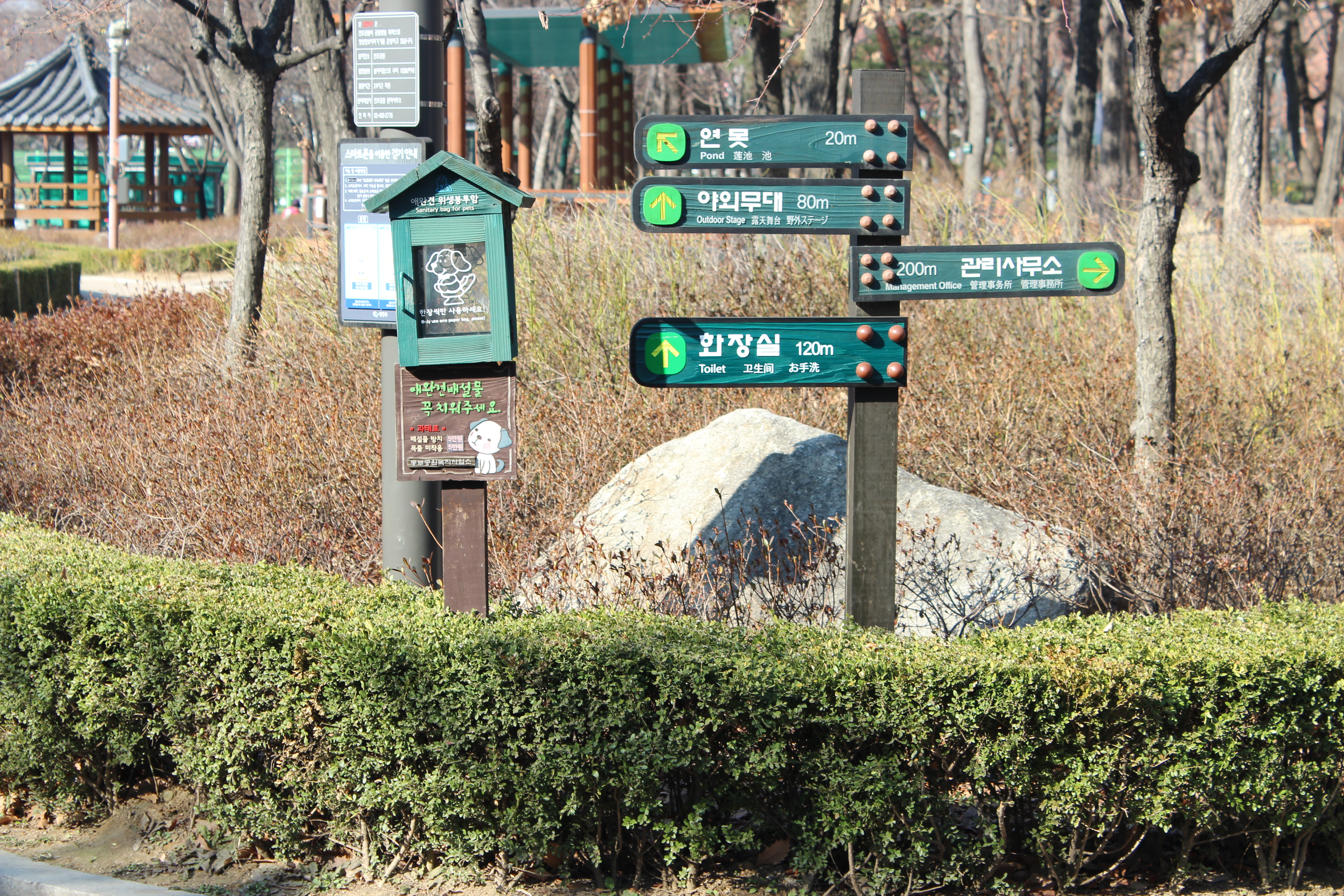
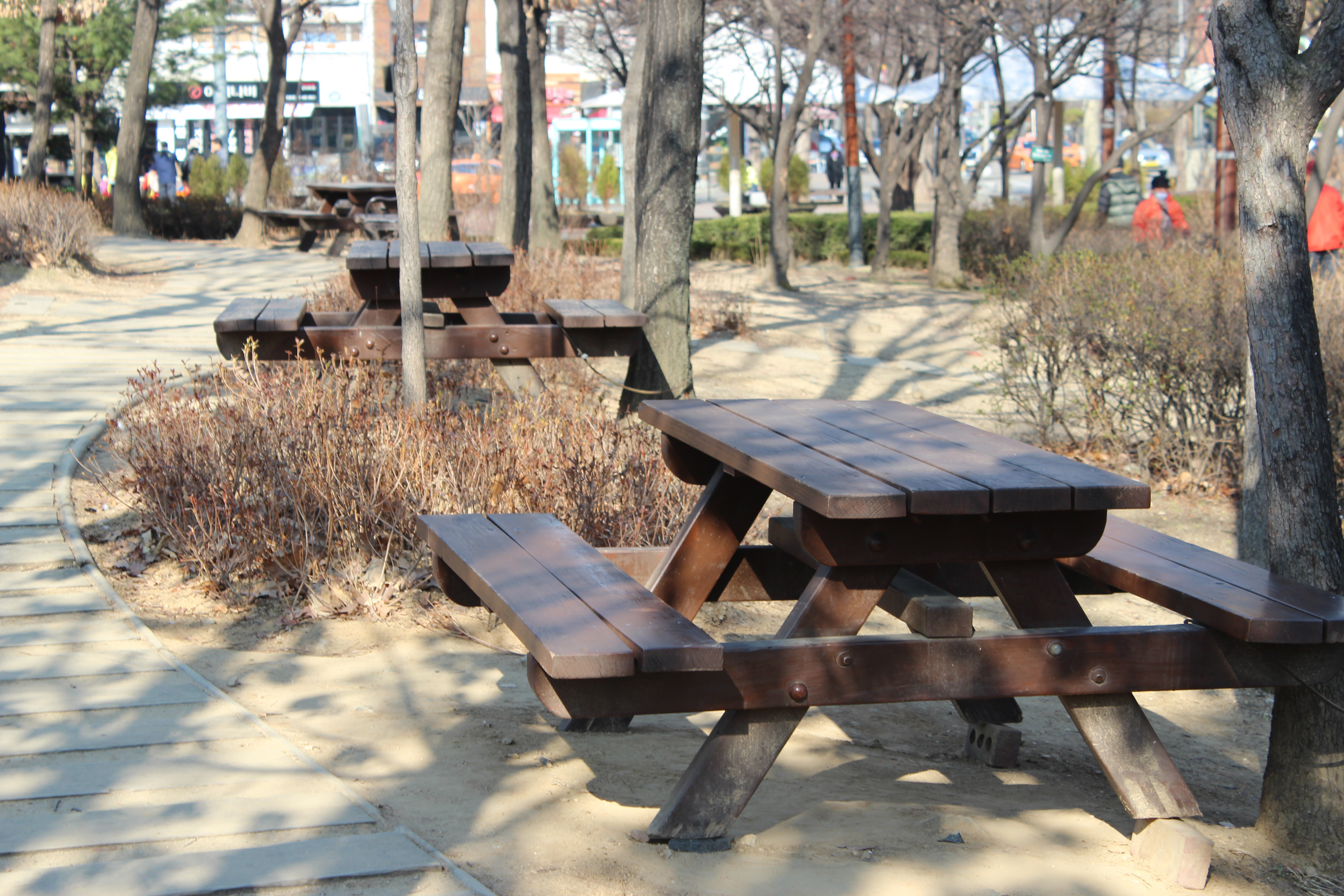
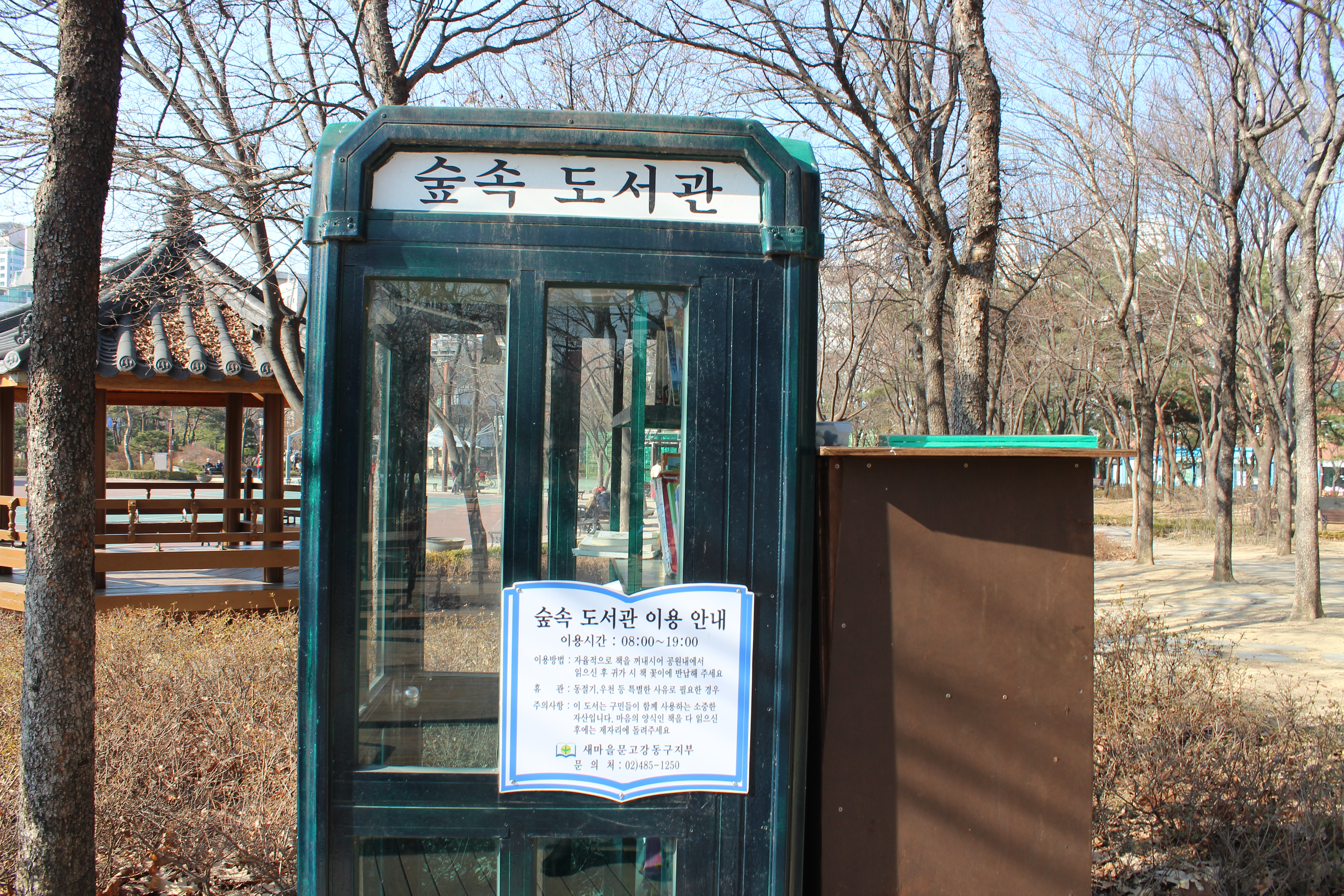
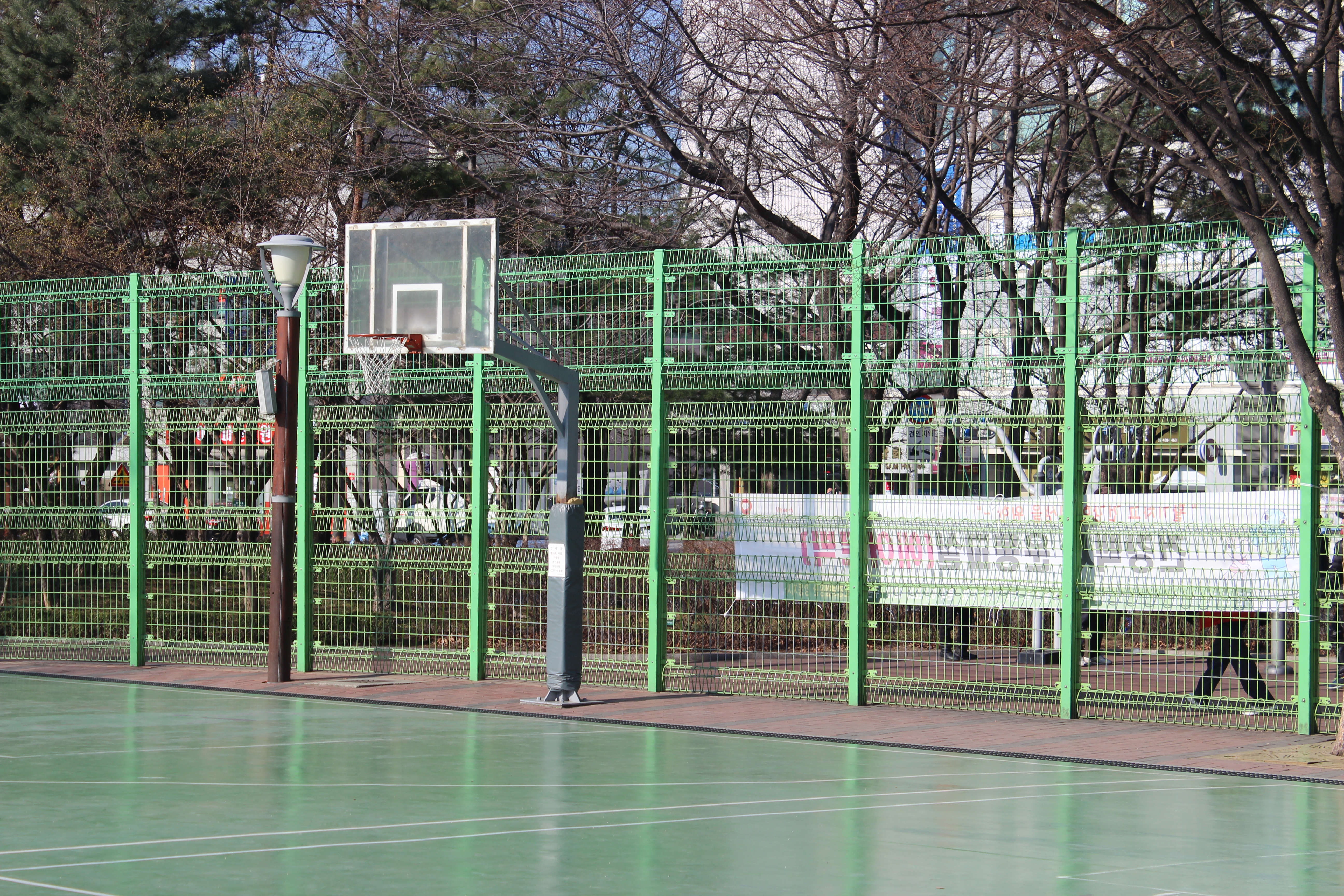
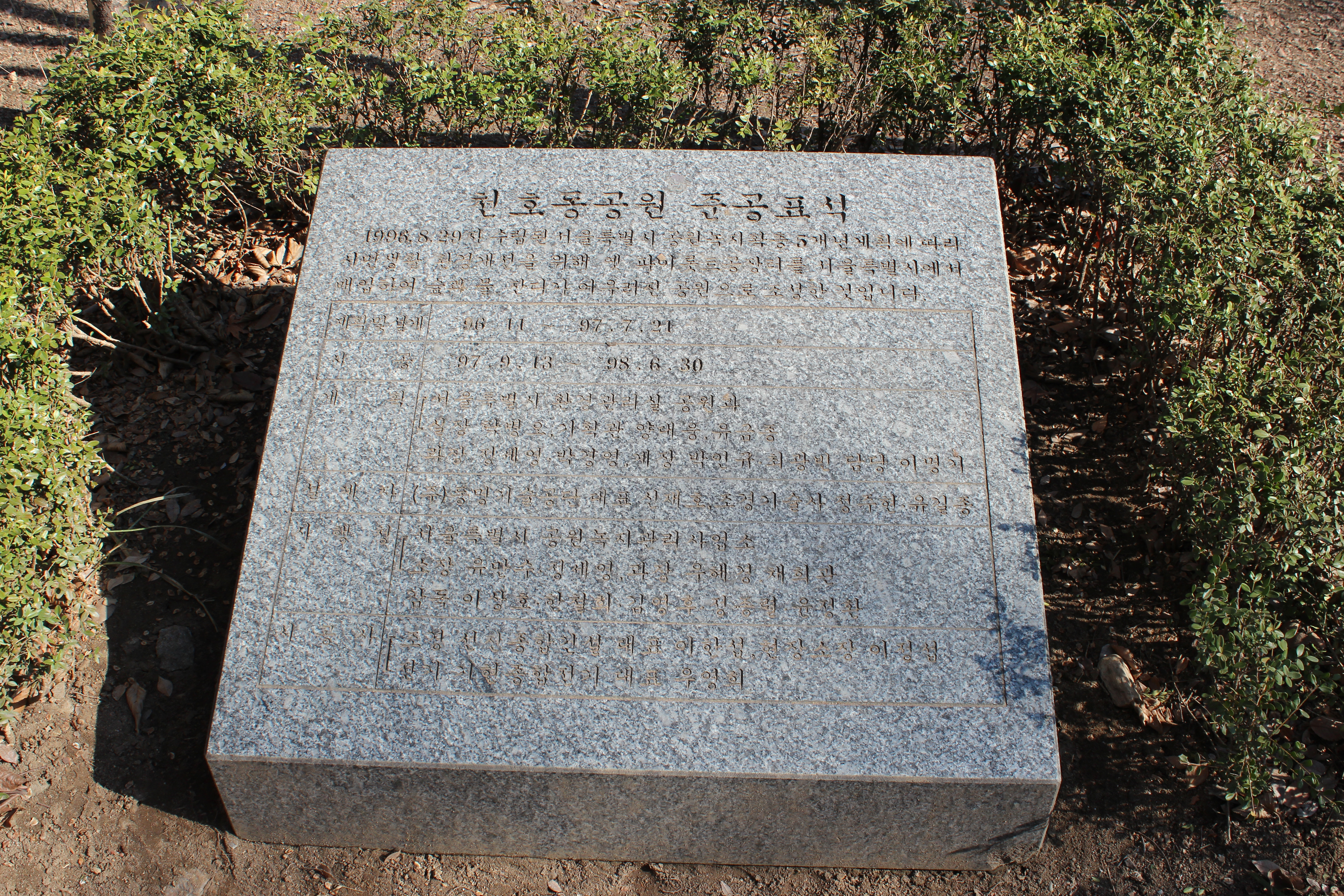
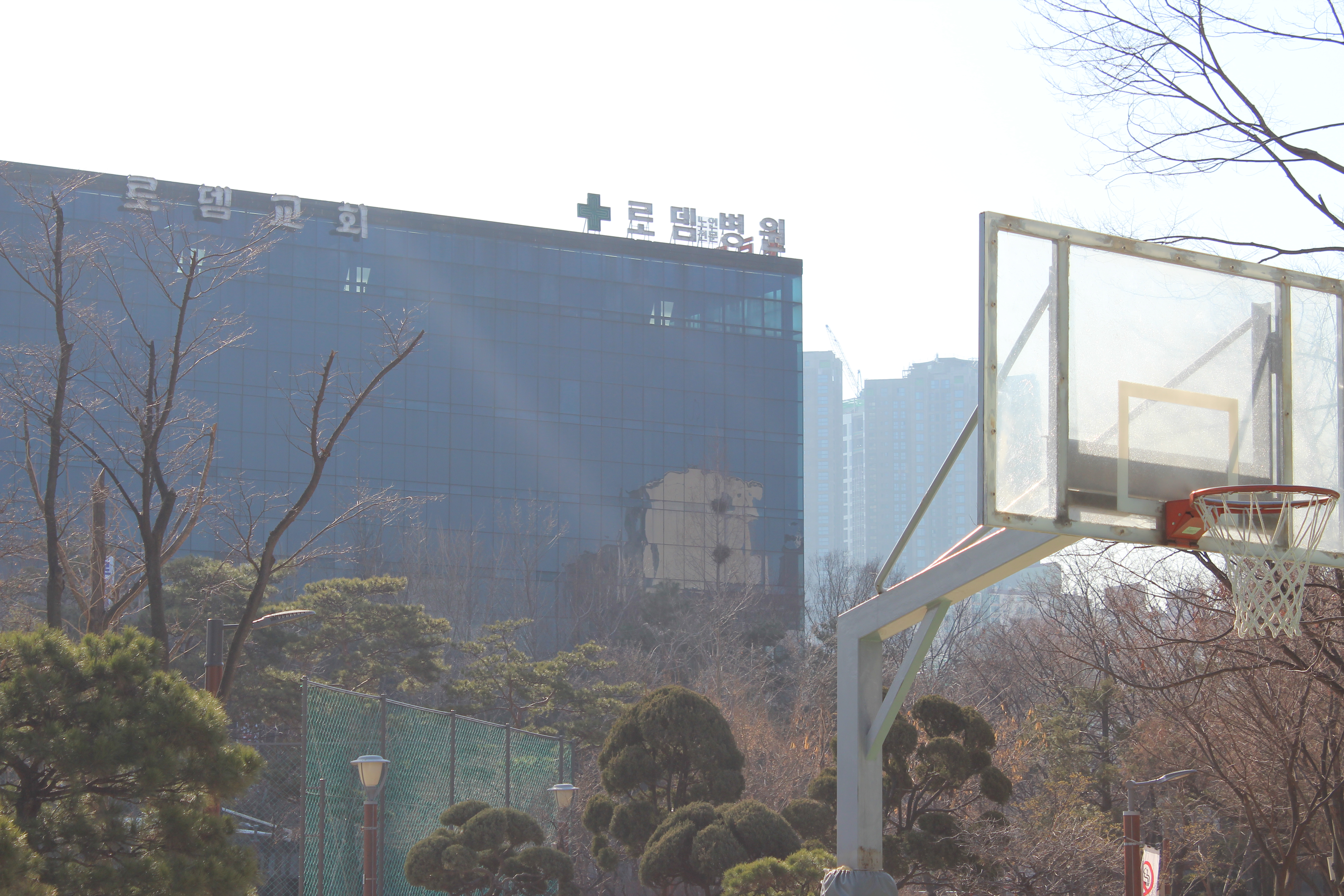
천호공원 바로 옆에 위치하고 있는 로뎀병원
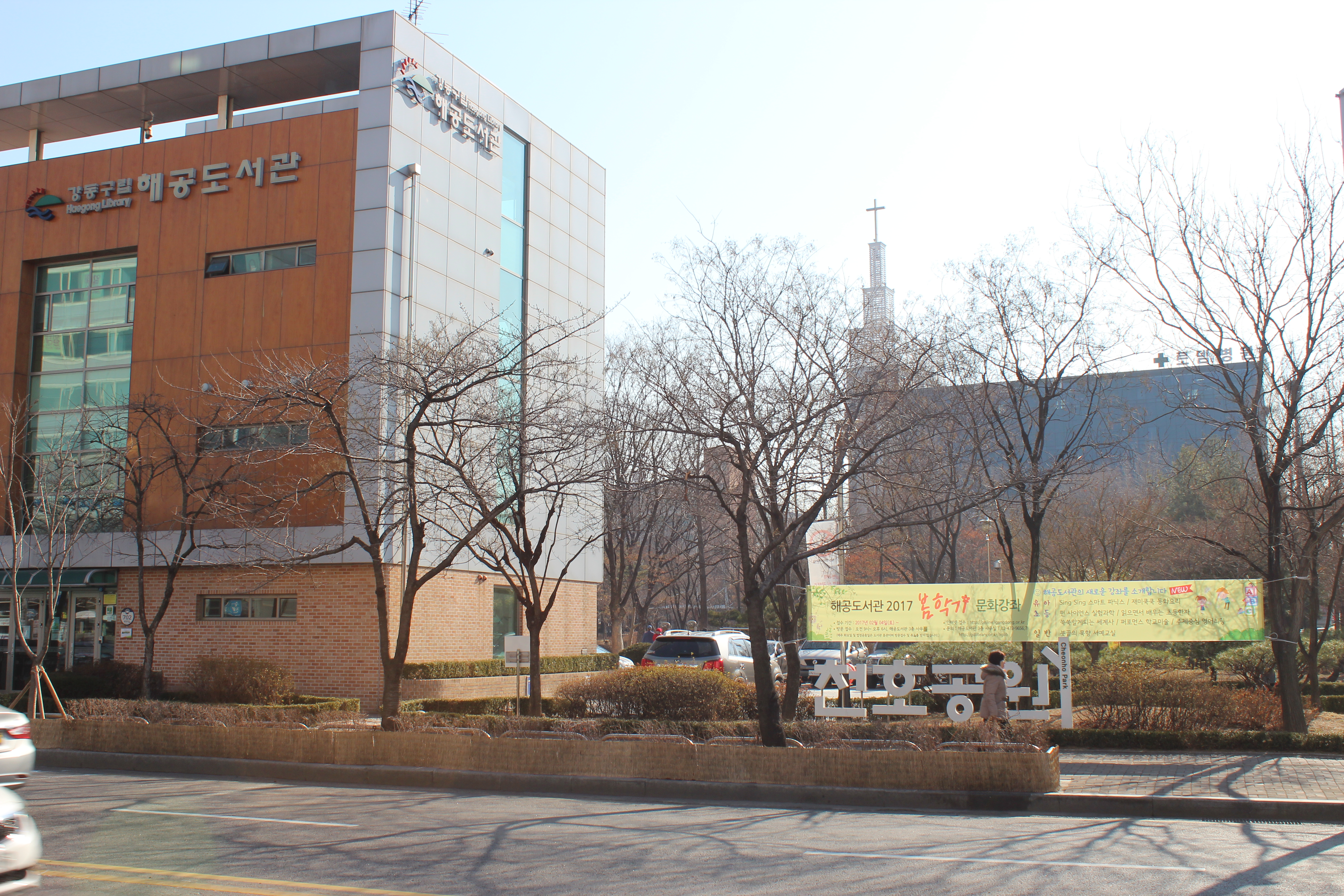
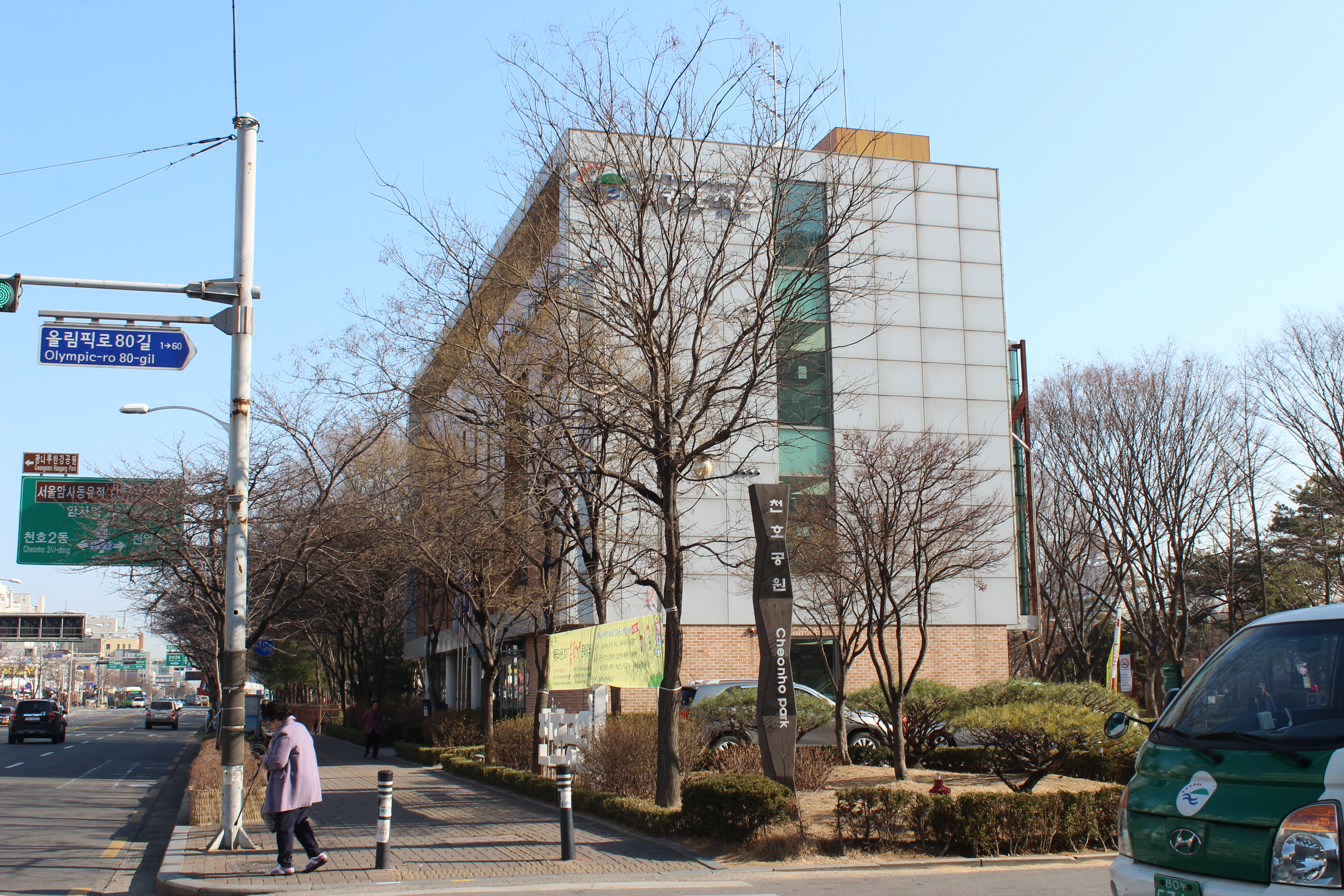
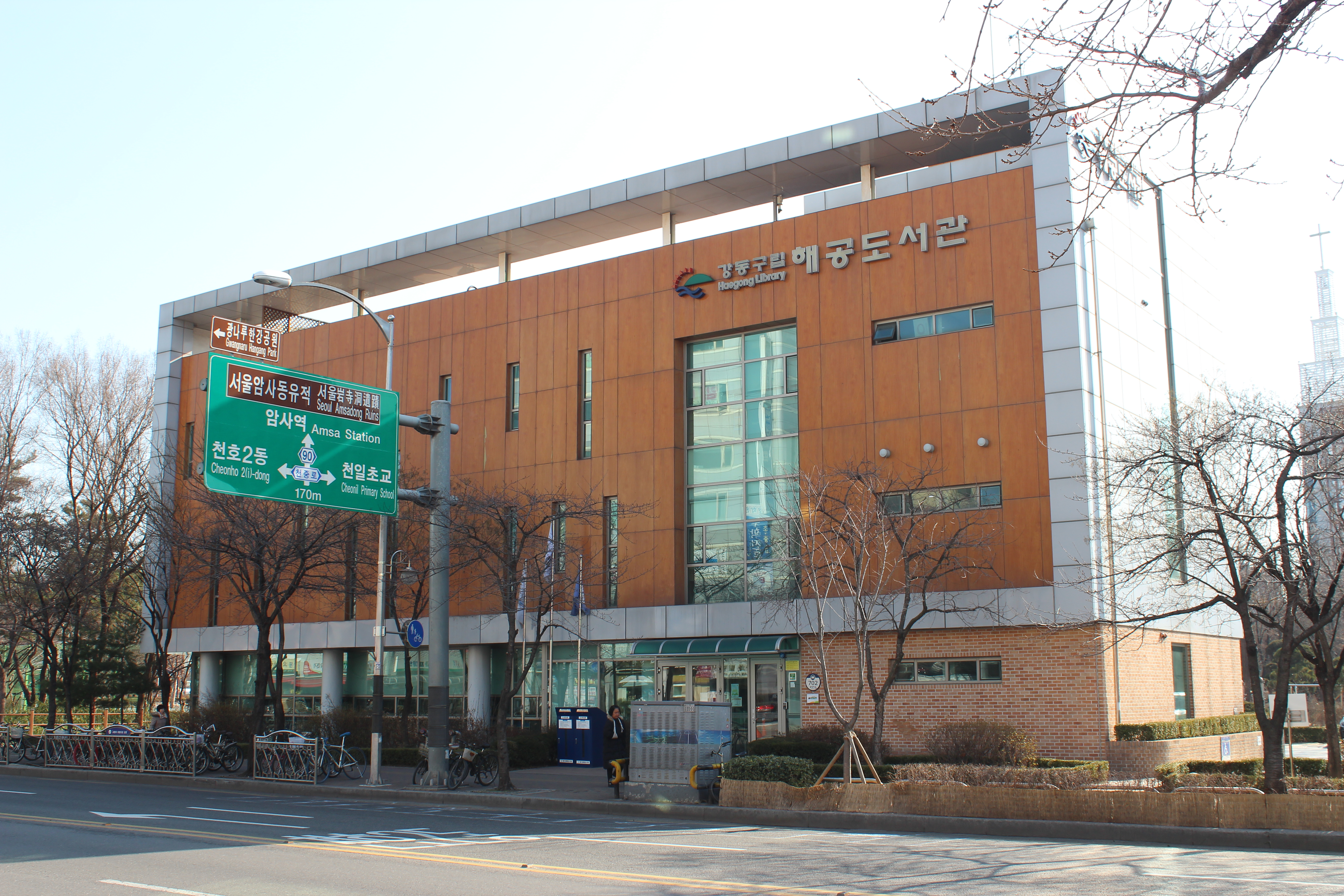